# Сальседо, Хуан де
Хуа́н де Сальсе́до (исп. Juan de Salcedo; ок. 1549 — 11 марта 1576, Виган) — испанский исследователь Филиппинских островов, внук Мигеля де Легаспи, один из последних конкистадоров.

## Биография
Хуан де Сальседо родился в Мексике. Вместе со своим дедом участвовал в исследовании, освоении и завоевании Филиппин.
В 1565 году был послан в экспедицию в Восточные Индии.
В 1569 году сопровождал другого конкистадора, Мартина де Гоити, в походе против мусульманских правителей, в результате которых испанцами была основана современная столица Филиппин, Манила. Борьба с мусульманами продолжалась в 1570—1571 годах. После этого Сальседо предпринял исследования других частей архипелага, главным образом острова Лусон.
Умер от лихорадки в своем доме в Вигане, в провинции Илокос-дель-Сур (Южный Илокос), в 1576 году.